# Língua canembu
Canembu ou canembo (kanembu) é uma língua Nilo-Saariana falada pelos canembos no Chade. É muito relacionada com a Língua canúri.

## Falantes
Os falantes de canembu eram em 1993 cerca de 400 mil, dos quais são 180 mil na "Prefeitura" de Lac e 70 mil na "Prefeitura" de Chari-Baguirmi. Há falantes também na região Noroeste, Canem, noroeste do Lago Chade, sub-prefeitura de Massakory. Esse falantes são das Etnias (dados de 93): Badé (2 646), baribu, chiroa, diabu, galabu, cajidi (5.638), cancena, cancu, cenguina (1.944), cubri/cuburi (2 817), maguirmi (1 825), nguiguim (7 233). São de religião Islâmica e também de crenças tradicionais africanas. Têm o Árabe como segundo idioma.

## Dialetos
Carcau, mando, mguri. Há diferenciação gradual entre esses dialetos desde o canembu até a Língua canúri. Outros nomes da língua: canambu.